# Ivar Fosheim
Ivar Fosheim, né le 11 novembre 1863 à Vestre Slidre et mort le 18 avril 1944 à Trail en Colombie-Britannique, est un explorateur norvégien.
Il participe de 1898 à 1902 à la deuxième expédition du Fram dans l'Arctique.

## Biographie
Né dans une ferme de Vestre Slidre, dans la région montagneuse de Valdres, au centre de la Norvège, il étudie la médecine à Kristiania, mais abandonne ses études pour développer et gérer l'hôtel et le sanatorium familial. Passionné par la chasse, la pêche et la vie en plein air, il est engagé par Otto Sverdrup pour participer à son expédition dans le nord-est du Groenland et dans les îles du nord du Canada sur le Fram.
Sverdrup le qualifiera dans son récit d'excellent chasseur et saluera ses qualités importantes pour garder les chiens de traîneau, gérer les 16 hommes et entretenir la viande fraîche - en particulier le bœuf musqué et le morse - pendant les quatre années de l'expédition. En mai 1902, avec Victor Baumann et Oluf Raanes, il franchit la péninsule de Grinnell (North Devon), parcourt le canal de Wellington jusqu'à l'île Beechey, ancien lieu d'hivernage de l'expédition Franklin, que les explorateurs découvrent être une île.
Sverdrup et Fosheim deviendront amis au cours de l'expédition. Ils chassent ensemble le morse dans le détroit de Davis en 1910. Lorsque les Russes demandent à Sverdrup de diriger une expédition de sauvetage au nord de la Sibérie en 1914-1915, Sverdrup demande à Fosheim de le rejoindre, mais les Russes ne veulent qu'un équipage de leur nationalité.
En 1919, Fosheim laisse l'hôtel et le sanatorium à son neveu et part pour la Colombie-Britannique où il achète une maison dans une région où la pêche est bonne et où la chasse à l'ours et à d'autres gros gibiers est excellente. Il retourne en Norvège de 1922 à 1929 avant de revenir définitivement en Colombie-Britannique.
Les journaux de Fosheim sur l'expédition du Fram ont été légués au Musée maritime d'Oslo et constituent une source d’informations sur l'expédition de 1898 à 1902. Une version éditée a été publiée en 1994 (Storvilt, is og nytt land) et est vendue au Musée du Fram.
Mort à Trail, il est inhumé à Nelson.